# Jack Coggins
Pour les articles homonymes, voir Coggins.
Jack Banham Coggins, né le 10 juillet 1911 et mort le 30 janvier 2006 est un écrivain, illustrateur américano-britannique.

## Œuvre
Jack Coggins se fait connaître du public américain par ses peintures à l'huile marine. Il est également connu pour ses livres portant sur les vols spatiaux, qu'il rédigeait et illustrait. À côté de cela, Coggins a aussi réalisé de nombreuses illustrations pour des unes ou des articles de magazines et pour des publicités.